# 坂出市
坂出市（日语：／ Sakaide shi */?）是位於日本香川縣中央的城市，為瀨戶大橋在四國地區的入口。綾川流經市內並往北注入瀨戶內海，當地人口則集中在坂出站周圍。坂出市最初作為運送鹽的港口城鎮而發始發展，之後在日本的高度經濟成長時期發展成港灣工業都市。由於現今的坂出市是香川縣内唯一透過公路和鐵路與本州連接的城市，因此在貨物流通等方面相當重要。
過去沿海地區多為鹽田 ，但二戰後這些鹽田多被塡埋，並作為工業園區與住宅區的用地，西北角的番洲臨海工業區便是坐落在填海而成的土地上。四國八十八箇所中的第79號札所天皇寺，以及第81號札所白峰寺即坐落於市內。

## 地理
坂出市北邊面向瀨戶內海，其轄區也包括瀨戶內海上鹽飽群島中的13座島嶼，其中有人居住的島嶼為櫃石島、岩黒島、與島、小與島4個島嶼；東邊為五色台的丘陵地，西邊則被角山與聖通寺山包圍。市內的最高峰為海拔478.9公尺，坐落於東部與高松市接壤的五色台大平山，其次是坐落在西部與丸龜市接壤的城山和飯田山。境內於1966年落成的府中湖是香川縣内規模最大的水庫之一。

### 氣候
坂出市在氣候上屬於瀨戶內海式氣候，氣候溫暖且降雨量較少，因此境內共有500多個為因應當地氣候而興建的貯水池。當地偶爾會刮起大風，其風向多來自西南方與北方，且一年之中較少受到東風吹拂。

## 人口
| 坂出市人口分布圖 |                                               |  |
| 坂出市與日本全國年齡別人口分布比較圖 （2005年資料） | 坂出市的年齡、男女別人口分布圖 （2005年資料） |  |
| ■紫色是坂出市 ■綠色是全国 | ■藍色是男性 ■紅色是女性                       |  |
| 坂出市人口變化 \| 1970年 \| 64,147人 \| \| \| 1975年 \| 67,624人 \| \| \| 1980年 \| 66,290人 \| \| \| 1985年 \| 66,087人 \| \| \| 1990年 \| 63,876人 \| \| \| 1995年 \| 61,351人 \| \| \| 2000年 \| 59,228人 \| \| \| 2005年 \| 57,266人 \| \| \| 2010年 \| 55,621人 \| \| \| 2015年 \| 53,164人 \| \| \| 2020年 \| 50,624人 \| \| |                                               |  |
| 資料來源：日本總務省統計中心提供之人口普查數據 |                                               |  |
| 1970年 | 64,147人                                      |  |
| 1975年 | 67,624人                                      |  |
| 1980年 | 66,290人                                      |  |
| 1985年 | 66,087人                                      |  |
| 1990年 | 63,876人                                      |  |
| 1995年 | 61,351人                                      |  |
| 2000年 | 59,228人                                      |  |
| 2005年 | 57,266人                                      |  |
| 2010年 | 55,621人                                      |  |
| 2015年 | 53,164人                                      |  |
| 2020年 | 50,624人                                      |  |

## 歷史

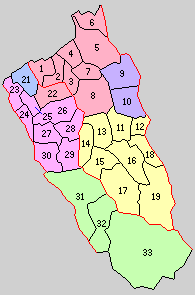
桃色為坂出市最初之行政區劃：1.坂出町 2.金山村 3.西庄村 4.林田村 5.松山村 6.王越村 7.加茂村 8.府中村 22.川津村

仁和2年(886年)，菅原道真出任讚岐國國司，並且在國府坂出地區治理讚岐國。當時的坂出作為讚岐國的政治與文化中心而相當繁榮。在江戶時代，當時的人們透過填海將原本是海的地區變成田地與鹽田，並逐漸向北擴展。

### 年表
- 1890年2月15日：實施町村制，現在的轄區在當時分屬：
  - 阿野郡：坂出町、金山村、西庄村、林田村、松山村、王越村、加茂村、府中村。
  - 鵜足郡：川津村。
  - 那珂郡：與島村。
- 1899年4月1日：
  - 阿野郡和鵜足郡合併為綾歌郡。
  - 那珂郡和多度郡合併為仲多度郡。
- 1936年6月1日：金山村被併入坂出町。
- 1936年9月1日：西庄村被併入坂出町。
- 1942年7月1日：林田村被併入坂出町，同時改制為坂出市[12] ，並脫離綾歌郡。
- 1951年4月1日：加茂村被併入坂出市。
- 1953年4月1日：與島村被併入坂出市。
- 1954年4月1日：府中村被併入坂出市。
- 1955年1月1日：川津村被廢除，轄區分別被併入坂出市和飯野村（後被併入宇多津町和丸龜市）。
- 1956年7月1日：松山村和王越村被併入坂出市。

### 變遷表
| 1890年2月15日 | 1890年 - 1926年 | 1926年 - 1954年         | 1926年 - 1954年         | 1955年 - 1989年           | 1955年 - 1989年         | 1989年 - 現在              | 現在                       |
| ------------- | --------------- | ----------------------- | ----------------------- | ------------------------- | ----------------------- | -------------------------- | -------------------------- |
| 松山村        | 松山村          | 松山村                  | 松山村                  | 松山村                    | 1956年7月1日 併入坂出市 | 坂出市                     | 坂出市                     |
| 王越村        |                 |                         |                         |                           | 1956年7月1日 併入坂出市 | 坂出市                     | 坂出市                     |
| 坂出町        | 坂出町          | 坂出町                  | 1942年7月1日 坂出市     | 坂出市                    | 坂出市                  | 坂出市                     | 坂出市                     |
| 金山村        | 金山村          | 1936年6月1日 併入坂出町 | 1942年7月1日 坂出市     | 坂出市                    | 坂出市                  | 坂出市                     | 坂出市                     |
| 西庄村        | 西庄村          | 1936年9月1日 併入坂出町 | 1942年7月1日 坂出市     | 坂出市                    | 坂出市                  | 坂出市                     | 坂出市                     |
| 林田村        | 林田村          | 1942年7月1日 併入坂出町 | 1942年7月1日 坂出市     | 坂出市                    | 坂出市                  | 坂出市                     | 坂出市                     |
| 加茂村        | 加茂村          | 加茂村                  | 1951年4月1日 併入坂出市 | 坂出市                    | 坂出市                  | 坂出市                     | 坂出市                     |
| 與島村        | 與島村          | 與島村                  | 1953年4月1日 併入坂出市 | 坂出市                    | 坂出市                  | 坂出市                     | 坂出市                     |
| 府中村        | 府中村          | 府中村                  | 1954年4月1日 併入坂出市 | 坂出市                    | 坂出市                  | 坂出市                     | 坂出市                     |
| 川津村        | 川津村          | 川津村                  | 川津村                  | 1955年1月1日 併入坂出市。 | 坂出市                  | 坂出市                     | 坂出市                     |
| 川津村        | 川津村          | 川津村                  | 川津村                  | 1955年1月1日 併入飯野村   | 1955年5月3日 併入丸龜市 | 2005年3月22日 合併為丸龜市 | 2005年3月22日 合併為丸龜市 |

## 交通

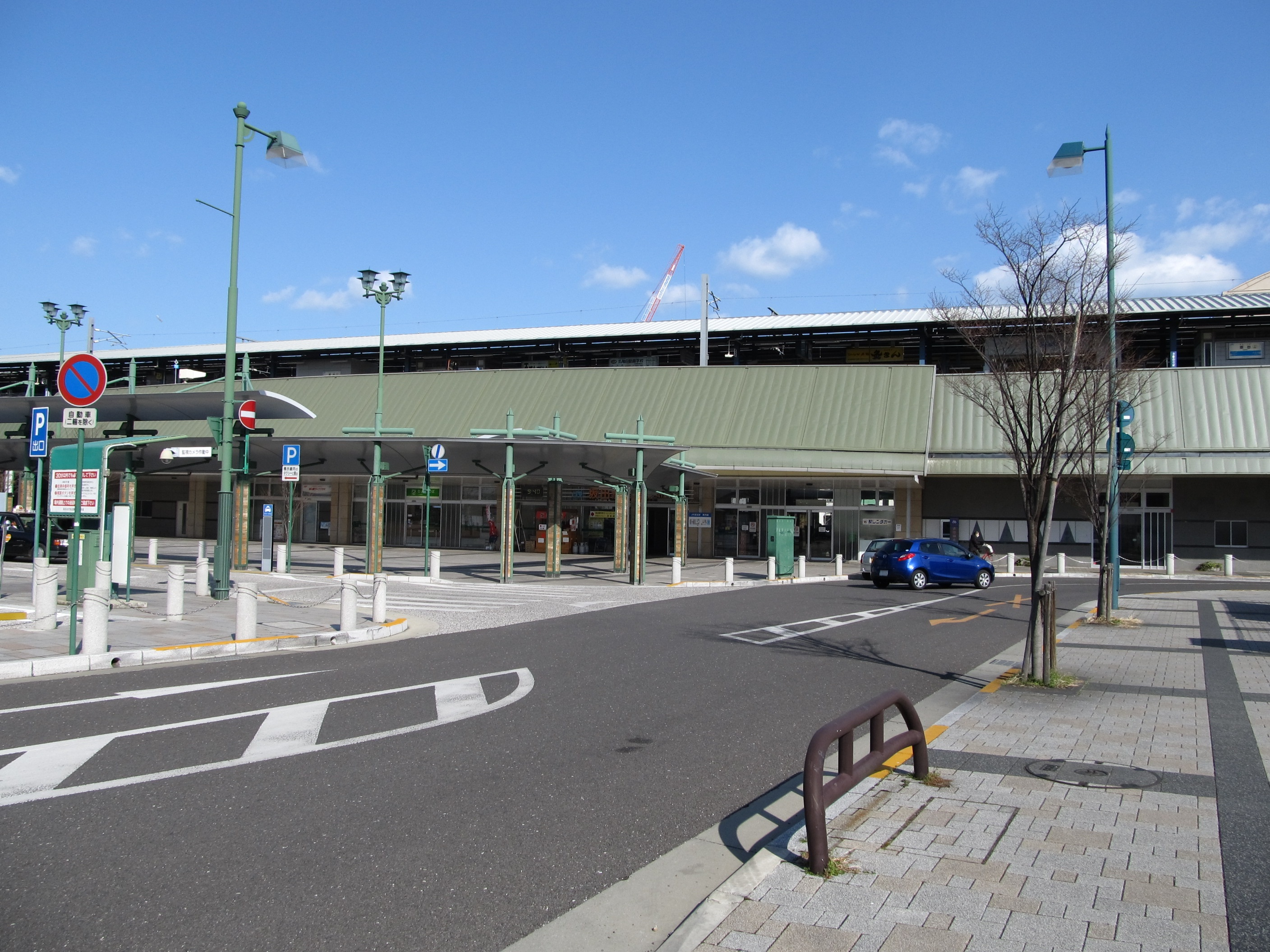
坂出車站

### 鐵路
- 四國旅客鐵道
  - 瀨戶大橋線
  - 予讚線：（高松市） - 讚岐府中車站 - 鴨川車站 - 八十場車站 - 坂出車站 - （宇多津町→）

### 道路
高速道路
- 瀨戶中央自動車道：（倉敷市） - 櫃石島交流道 - 岩黑島交流道 - 與島交流道（日语：与島インターチェンジ） - 與島休息區（日语：与島パーキングエリア） - 坂出北交流道 - 坂出交流道（日语：坂出インターチェンジ） - （高松自動車道坂出支線）
  - 坂出支線：（瀨戶中央自動車道） - 坂出交流道 - 坂出系統交流道（日语：坂出ジャンクション）
- 高松自動車道：（高松市） - 府中湖休息區（日语：府中湖パーキングエリア） - 坂出系統交流道 - （丸龜市）

## 觀光資源
- 瀨戶大橋
- 瀨戶大橋紀念公園（日语：瀬戸大橋記念公園）
  - 瀨戶大橋紀念館（日语：瀬戸大橋記念館）
  - 瀨戶大橋塔（日语：瀬戸大橋タワー）
- 五色台（日语：五色台）
- 香川縣立東山魁夷瀨戶內美術館（日语：香川県立東山魁夷せとうち美術館）（收藏東山魁夷作品）
- 鎌田共濟會鄉土博物館（日语：鎌田共済会郷土博物館）
- 香風園（日语：香風園）
- 白峰宮（日语：白峰宮）
- 神谷神社（日语：神谷神社）
- 天皇寺高照院（日语：天皇寺_(坂出市)）（四國八十八箇所 79番札所）
- 白峰寺（日语：白峯寺）（四國八十八箇所 81番札所）
- 府中湖（日语：府中ダム）

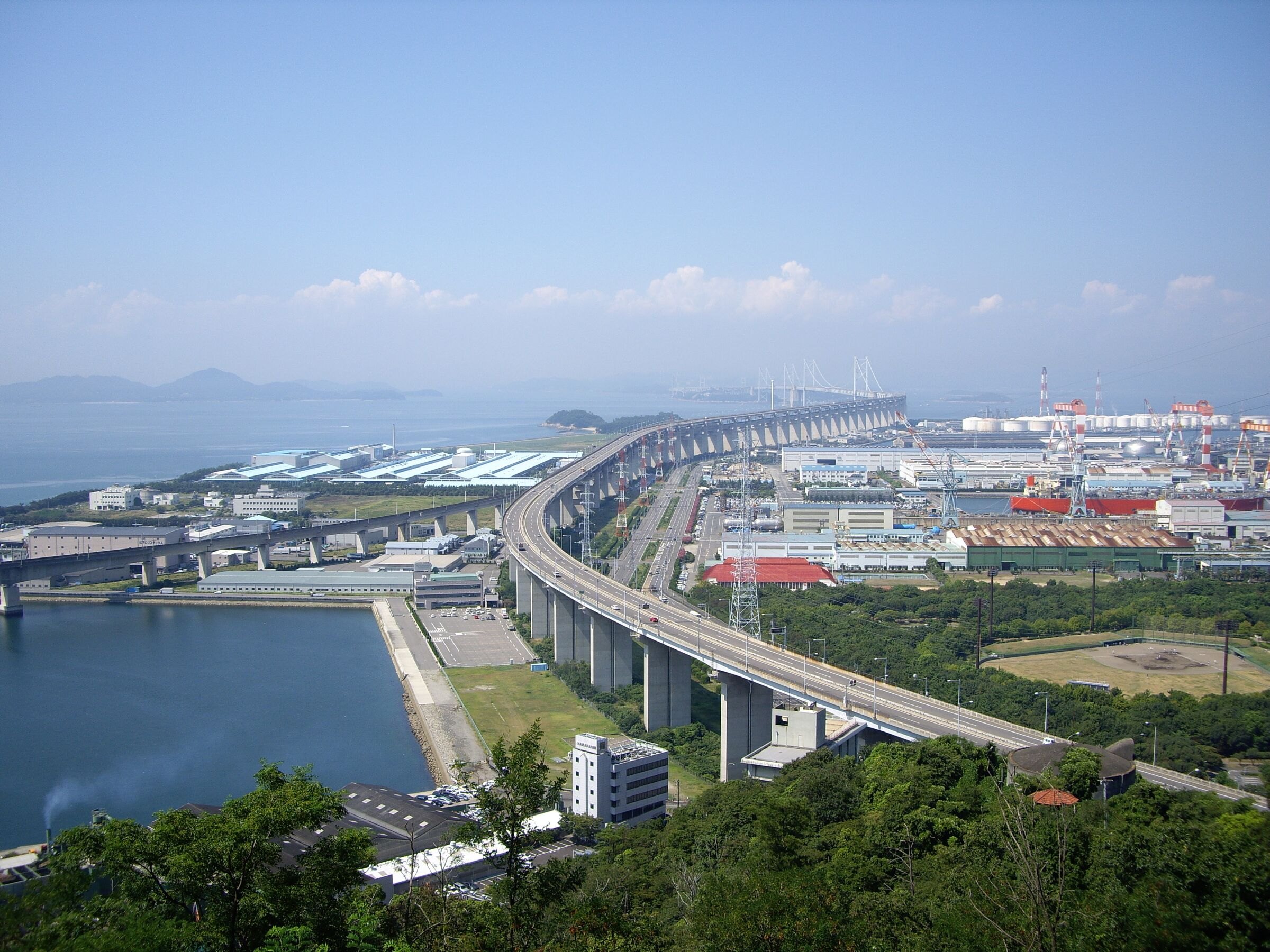
瀨戶大橋
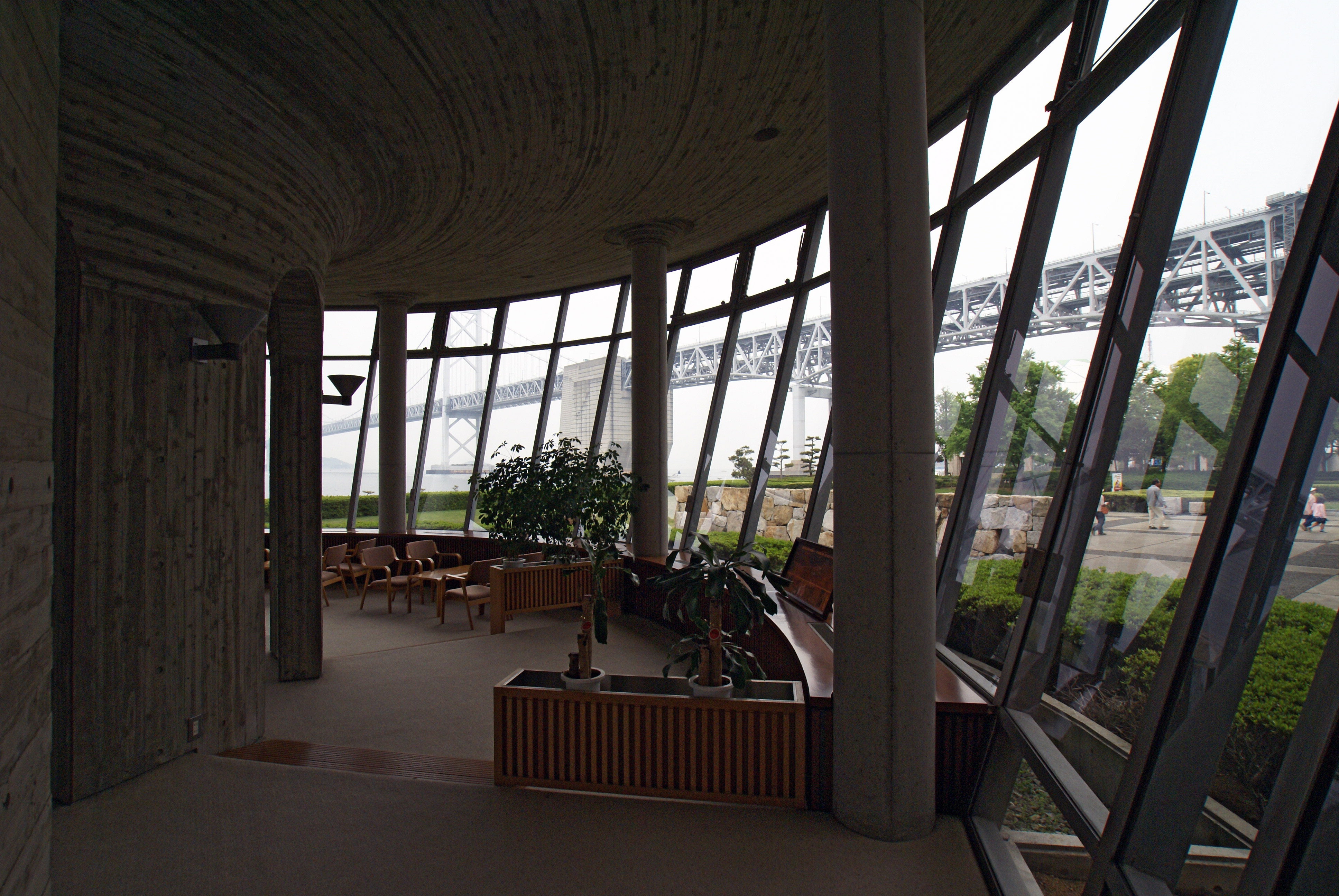
瀨戶大橋記念館
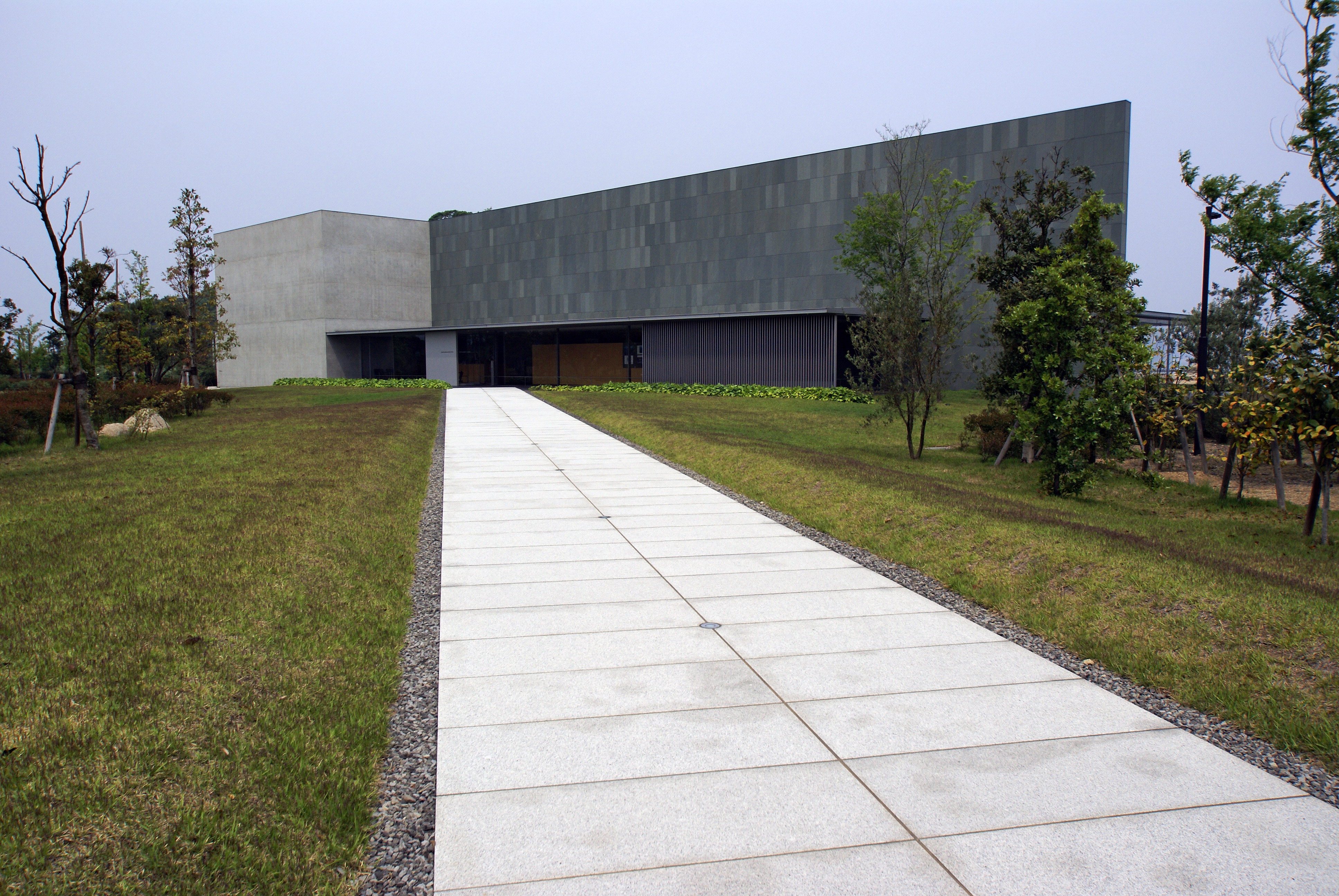
東山魁夷瀨戶內美術館

### 祭典、活動
- 坂出天狗祭 - 2月舉行
- 坂出鹽祭（日语：さかいで塩まつり） - 5月舉行
- 坂出大橋祭（日语：さかいで大橋まつり） - 8月舉行

## 教育

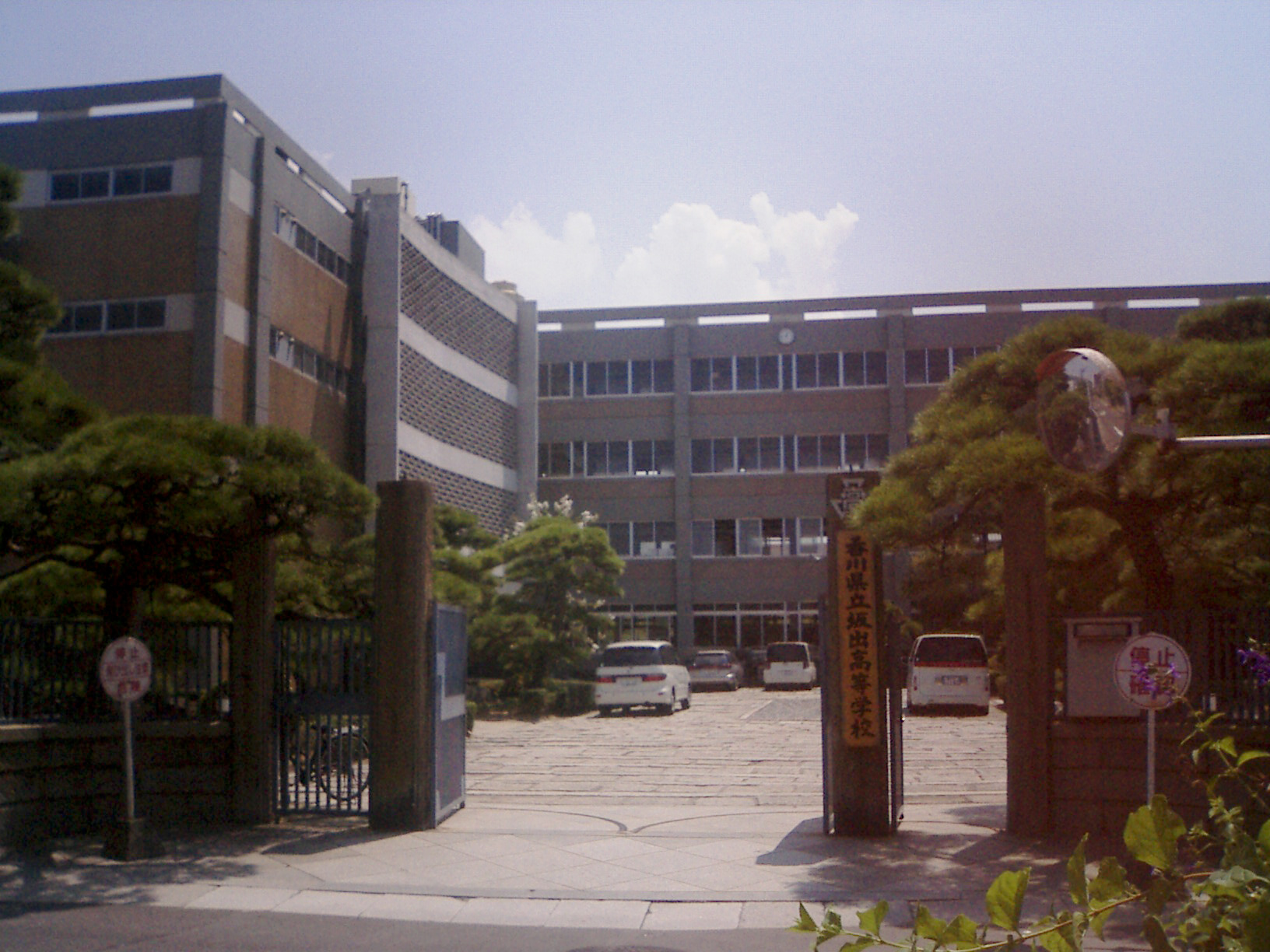
坂出高等學校

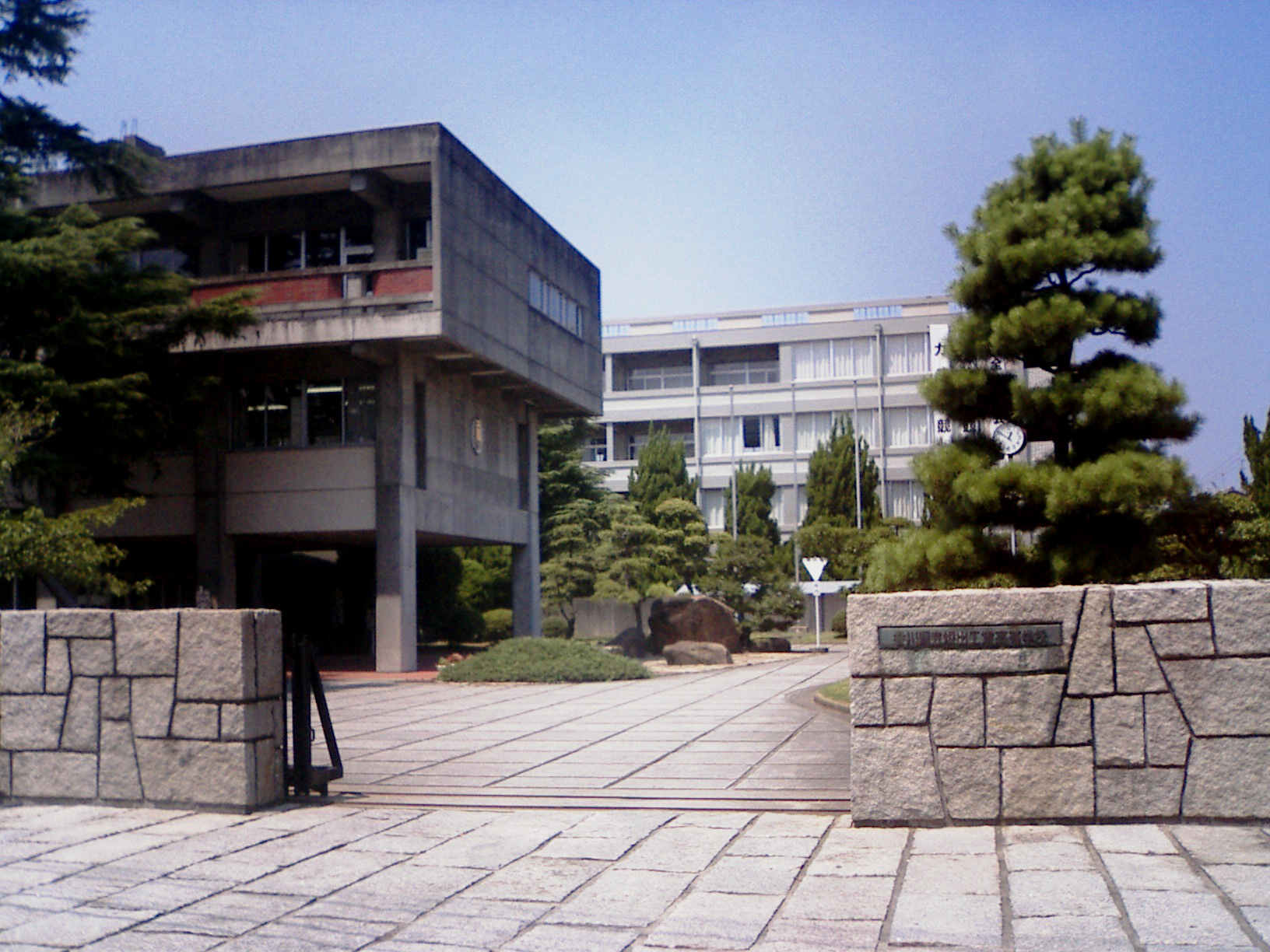
坂出工業高等學校

高等學校
- 香川縣立坂出高等學校（日语：香川県立坂出高等学校）
- 香川縣立坂出商業高等學校（日语：香川県立坂出商業高等学校）
- 香川縣立坂出工業高等學校（日语：香川県立坂出工業高等学校）
- 坂出第一高等學校（日语：坂出第一高等学校）

特殊學校
- 香川大學教育學部附屬特別支援學校

## 姊妹、友好都市

### 海外
- 蘇沙利多（美國加州）
  - 於1988年2月2日締結為姊妹都市[13]
- 兰辛市（美國密歇根州）
  - 於1996年4月12日締結為友好都市[14]

## 本地出身之名人
- 津島壽一：前大藏大臣、防衛廳長官
- 佐藤勝彦：天體物理學學者
- 中河與一：小説家
- 中澤清：行星科學、天體物理學學者
- Funky末吉：音樂人
- 谷本清：牧師
- 曾我部惠一：創作歌手
- 山中達也：職業棒球選手
- 鈴木規夫：職業高爾夫球選手
- 宮本真司：籃球選手
- 三嶌誠司：競艇選手
- 前田知香：藝人、歌手
- 吉川洋一郎：作曲家
- 鎌田正威：台灣日治時期台灣總督府的官員

## 外部連結
- （日語） 坂出商工會議所（页面存档备份，存于）